# Polly Bergen
Polly Bergen, nascida Nellie Paulina Burgin (Knoxville, 14 de julho de 1930 – 20 de setembro de 2014) foi uma actriz e cantora norte-americana.